# 4-甲基-1-萘酚
4-甲基-1-萘酚是一种有机化合物，化学式为C11H10O。它可由4-甲基-1-萘甲醛和间氯过氧苯甲酸为原料反应制得。它可以被过一硫酸氢钾氧化为4-氢过氧基-4-甲基-1(4H)-萘酮。